# Nissum Bredning
56°38′N 8°19′Ø / 56.633°N 8.317°Ø
Nissum Bredning er den vestligste bredning i Limfjorden beliggende mellem Thyborøn Kanal, hvor fjorden har forbindelse med Nordsøen, og Oddesund (Oddesundbroen). Den er cirka 200 km² stor og har en dybde på op til 6 meter. Der er cirka 24 km øst til vest, og fra Gjeller Odde i syd er der mod nord til Røjensø Odde cirka 10 kilometer; herfra fortsætter Krik Vig mod nord.
I fjordens vestside, øst for Thyborøn og Harboøre Tange, ligger nogle 50 km² store, kun cirka 1-2 meter dybe sandbanker, Fjordgrund og Gåseholm, dannet af indskyllet sand fra Thyborøn Kanal. På sandbankerne er placeret 4 styk 7 MW havvindmøller, samt 8 styk 2,3 MW på en kunstig banke. Sejlrenden Sælhundeholm Løb går mod syd fra kanalen, ned langs tangen og forbi Rønland med kemikaliefabrikken Cheminova, hvor den drejer mod øst ind i bredningen.
Syd for Harboøre Tange ligger byen Harboøre, og kysten svinger mod øst og igen lidt mod syd, hvor der, blandt andet gennem det lille Hygum Nor, er flere udløb fra Ferring Sø, Søndervese og Nørrevese.
Videre mod øst efter Hove Ås udløb ligger nær kysten Gjeller Sø, og øst for den danner Gjeller Odde og Follup Odde indsejlingen til Lem Vig, ved hvis sydlige ende byen Lemvig ligger.
Nissum Bredning fortsætter mod øst til den op til 35 meter høje klint ved Toftum Bjerge med skråtstillede lag fra tre forskellige istider. Ved Toftum ligger et stort sommerhusområde, og herfra svinger kysten mod nord op på Grisetåodde og Oddesund, hvor broen fører både vej og jernbane over til Thyholm, hvis sydlige spids hedder Sunddraget.
Kysten fortsætter mod nordvest til den smalle lavtange ved Draget, hvor Skibsted Fjord få hundrede meter mod øst adskiller Thyholm fra resten af Thy. Cirka 3 kilometer videre mod vest ligger Røjensø Odde, hvorfra kysten drejer mod nord langs Krik Vig.

## Naturbeskyttelse
Nissum Bredning er en del af Natura 2000-område 28: Agger Tange, Nissum Bredning, Skibsted Fjord og Agerø, og er både fuglebeskyttelsesområde, habitatområde og ramsarområde.
- Både Harboøre- og Agger Tange blev fredet i 1984 – et område på i alt 2.400 hektar.
- Et 200 hektar stort område øst for Harboøre, Sønderholme Enge og Plet Enge, blev i 1984 fredet for at beskytte en række planter.
- Ved Gjeller Odde er 90 hektar mellem lagunen Gjeller Sø og fjorden fredet.
- Ved Toftum Bjerge er 49 hektar fredet ved Åmølle og Gejlgård Bakke, hvorfra der er udsigt over Limfjordslandskabet.